# Quistello
Quistello é uma comuna italiana da região da Lombardia, província de Mântua, com cerca de 5.826 habitantes. Estende-se por uma área de 45 km², tendo uma densidade populacional de 129 hab/km². Faz fronteira com Concordia sulla Secchia (MO), Moglia, Quingentole, San Benedetto Po, San Giacomo delle Segnate, San Giovanni del Dosso, Schivenoglia, Sustinente.

## Demografia
| Variação demográfica do município entre 1861 e 2011                               |
|                                                                                   |
| Fonte: Istituto Nazionale di Statistica (ISTAT) - Elaboração gráfica da Wikipedia |